# Mistrovství Evropy v zápasu řecko-římském 1931
Mistrovství Evropy v zápasu řecko-římském se uskutečnilo ve dnech 27. až 30. března 1931 v Československu v pražské Lucerně.

## Přehled medailistů
| Kategorie | Zlato              | Stříbro                | Bronz            |
| --------- | ------------------ | ---------------------- | ---------------- |
| 56 kg     | Herman Tuvesson    | Kurt Leucht            | Marcello Nizzola |
| 61 kg     | Kustaa Pihlajamäki | Sebastian Hering       | Jindřich Maudr   |
| 66 kg     | Eduard Sperling    | Voldemar Väli          | Arild Dahl       |
| 72 kg     | Mikko Nordling     | Albert Kusnets         | Gunnar Glans     |
| 79 kg     | Ivar Johansson     | Väinö Kokkinen         | Viktor Kavals    |
| 87 kg     | Onni Pellinen      | Rudolf Svensson        | A. Vogedes       |
| +87 kg    | Carl Westergren    | Hjalmar Eemil Nystroem | Georg Gehring    |